# Fiji op de Olympische Zomerspelen 2016
Fiji nam deel aan de Olympische Zomerspelen 2016 in Rio de Janeiro, Brazilië. De selectie bestond uit 52 atleten, actief in tien sporten en was daarmee de grootste olympische ploeg van Fiji in haar olympische geschiedenis. Rugbyer Osea Kolinisau droeg de nationale vlag tijdens de openingsceremonie. Het land won voor de eerste keer in de geschiedenis een gouden olympische medaille door toedoen van de nationale rugbyploeg, die de sterkste was in de sevens-variant.

## Medailleoverzicht
| Sport | Olympiër   | Discipline     | Medaille |
| ----- | ---------- | -------------- | -------- |
| Rugby | mannenteam | mannentoernooi | Goud     |

## Deelnemers
(m) = mannen, (v) = vrouwen, (g) = gemengd

### Atletiek
| Olympiër           | Discipline      | Resultaat | Prestatie                                          |
| ------------------ | --------------- | --------- | -------------------------------------------------- |
| Leslie Copeland VS | speerwerpen (m) | 32e       | kwalificatie groep A: 17de met 76,04 m             |
|                    |                 |           |                                                    |
| Sisilia Seavula    | 100 m (v)       | 63e       | serie 1: 2de in 12,34 kwartfinale 1: 8ste in 12,48 |

### Boksen
| Olympiër     | Discipline | Resultaat | Prestatie                            |
| ------------ | ---------- | --------- | ------------------------------------ |
| Winston Hill | –69kg (m)  | 17e       | 1ste ronde: V van ARM Margaryan: 0–3 |

### Boogschieten
| Olympiër  | Discipline      | Resultaat    | Prestatie                                                            |
| --------- | --------------- | ------------ | -------------------------------------------------------------------- |
| Rob Elder | individueel (m) | eerste ronde | plaatsingsronde: 56ste met 635 punten 1ste ronde: V van TPE Wei: 0–6 |

### Gewichtheffen
| Olympiër        | Discipline | Resultaat | Prestatie                                                    |
| --------------- | ---------- | --------- | ------------------------------------------------------------ |
| Manueli Tulo    | –56kg (m)  | 13e       | trekken: 16de met 106kg stoten: 13de met 136kg totaal: 242kg |
|                 |            |           |                                                              |
| Apolonia Vaivai | –69kg (v)  | 11e       | trekken: 15de met 88kg stoten: 11de met 113kg totaal: 201kg  |

### Judo
| Olympiër       | Discipline | Resultaat    | Prestatie                                            |
| -------------- | ---------- | ------------ | ---------------------------------------------------- |
| Josateki Naulu | –81kg (m)  | tweede ronde | 1ste ronde: vrij 2de ronde: V van UZB Sabirov: ippon |

### Rugby

#### Mannen
| Olympiër | Onderdeel | Resultaat | Prestatie |
| --- | --------- | --------- | --- |
| Masivesi Dakuwaqa Apisai Domolailai Osea Kolinisau A VO Semi Kunatani Viliame Mata Leone Nakarawa Vatemo Ravouvou Savenaca Rawaca Kitione Taliga Josua Tuisova Jerry Tuwai Jasa Veremalua Samisoni Viriviri | mannen    | Goud      | groep A: 1ste W van Brazilië: 40-12 W van Argentinië: 21-14 W van Verenigde Staten: 24-19 kwartfinale: W van Nieuw-Zeeland: 12-7 halve finale: W van Japan: 20-5 finale: W van Groot-Brittannië: 43-7 |

| Groep A |                  |             |             |             |             |            |            |            |        |
| #       | Land             | Wedstrijden | Wedstrijden | Wedstrijden | Wedstrijden | Doelpunten | Doelpunten | Doelpunten | Punten |
| #       | Land             | G           | W           | G           | V           | V          | T          | Saldo      | Punten |
| 1       | Fiji             | 3           | 3           | 0           | 0           | 85         | 45         | +40        | 9      |
| 2       | Argentinië       | 3           | 2           | 0           | 1           | 62         | 35         | +27        | 6      |
| 3       | Verenigde Staten | 3           | 1           | 0           | 2           | 59         | 41         | +18        | 3      |
| 4       | Brazilië         | 3           | 0           | 0           | 3           | 12         | 97         | −85        | 0      |

| Ronde        | Datum       | Lokale tijd | MEZT           | Plaats         | Land  | Score            | Land             |
| ------------ | ----------- | ----------- | -------------- | -------------- | ----- | ---------------- | ---------------- |
| Groepsfase   |             |             |                |                |       |                  |                  |
| 9 augustus   | 13:30       | 18:30       | Rio de Janeiro | Fiji           | 40−12 | Brazilië         |                  |
| 9 augustus   | 18:30       | 23:30       | Rio de Janeiro | Fiji           | 21−14 | Argentinië       |                  |
| 10 augustus  | 13:30       | 18:30       | Rio de Janeiro | Fiji           | 24−19 | Verenigde Staten |                  |
| Kwartfinale  | 10 augustus | 17:00       | 22:00          | Rio de Janeiro | Fiji  | 12−7             | Nieuw-Zeeland    |
| Halve finale | 11 augustus | 14:30       | 19:30          | Rio de Janeiro | Fiji  | 20−5             | Japan            |
| Finale       | 11 augustus | 19:00       | 00:00          | Rio de Janeiro | Fiji  | 43−7             | Groot-Brittannië |

#### Vrouwen
| Olympiër | Onderdeel | Resultaat | Prestatie |
| --- | --------- | --------- | --- |
| Merewai Cumu Raijeli Daveua Rusila Nagasau Litia Naiqato Timaima Ravisa Viniana Riwai Asena Rokomarama Ana Maria Roqica Timaima Tamoi Rebecca Tavo Lavenia Tinai Luisa Tisolo | vrouwen   | 8e        | groep A: 2de W van Verenigde Staten: 12-7 V van Australië: 0-36 W van Colombia: 36-0 5-8ste plek: V van Verenigde Staten: 7-12 7-8ste plek: V van Spanje: 0-21 |

| Groep A |                  |             |             |             |             |        |        |        |        |
| #       | Land             | Wedstrijden | Wedstrijden | Wedstrijden | Wedstrijden | Punten | Punten | Punten | Punten |
| #       | Land             | GW          | W           | G           | V           | V      | T      | Saldo  | Punten |
| 1       | Australië        | 3           | 2           | 1           | 0           | 101    | 12     | +89    | 8      |
| 2       | Fiji             | 3           | 2           | 0           | 1           | 48     | 43     | +5     | 7      |
| 3       | Verenigde Staten | 3           | 1           | 1           | 1           | 72     | 24     | +48    | 6      |
| 4       | Colombia         | 3           | 0           | 0           | 3           | 0      | 137    | –137   | 3      |

| Ronde        | Datum      | Lokale tijd | MEZT           | Plaats           | Land             | Score    | Land             |
| ------------ | ---------- | ----------- | -------------- | ---------------- | ---------------- | -------- | ---------------- |
| Groepsfase   |            |             |                |                  |                  |          |                  |
| 6 augustus   | 13:00      | 18:00       | Rio de Janeiro | Verenigde Staten | 7–12             | Fiji     |                  |
| 6 augustus   | 18:30      | 23:30       | Rio de Janeiro | Australië        | 36–0             | Fiji     |                  |
| 7 augustus   | 13:00      | 18:00       | Rio de Janeiro | Fiji             | 36–0             | Colombia |                  |
| Kwartfinale  | 7 augustus | 18:00       | 23:00          | Rio de Janeiro   | Groot-Brittannië | 26–7     | Fiji             |
| Plaatsen 5–8 | 8 augustus | 14:00       | 19:00          | Rio de Janeiro   | Fiji             | 7–12     | Verenigde Staten |
| Plaatsen 7–8 | 8 augustus | 17:30       | 23:30          | Rio de Janeiro   | Spanje           | 21–0     | Fiji             |

### Schietsport
| Olympiër    | Discipline | Resultaat | Prestatie                                           |
| ----------- | ---------- | --------- | --------------------------------------------------- |
| Glenn Kable | trap (m)   | 23e       | kwalificatie: 23ste met 112 punten (23-22-22-22-23) |

### Tafeltennis
| Olympiër  | Discipline    | Resultaat | Prestatie                                               |
| --------- | ------------- | --------- | ------------------------------------------------------- |
| Sally Yee | enkelspel (v) | 65e       | voorronde: V van NGR Edem: 0–4 (3-11, 8-11, 3-11, 2-11) |

### Voetbal
| Olympiër | Discipline | Resultaat | Prestatie                                                                  |
| --- | ---------- | --------- | -------------------------------------------------------------------------- |
| Simione Tamanisau D Praneel Naidu Filipe Baravilala Jale Dreloa Antonio Tuivuna Anish Khem Nickel Chand Setareki Hughes Roy Krishna D Ratu Nakalevu Alvin Singh D Tevita Waranaivalu Iosefo Verevou Samuela Nabenia Saula Waqa Joseph Turagabeci Kolinio Sivoki Shaneel Naidu | mannen     | 16e       | groep C: 4de V van Zuid-Korea: 0-8 V van Mexico: 1-5 V van Duitsland: 0-10 |

| Groep C |            |             |             |             |             |            |            |            |        |
| #       | Land       | Wedstrijden | Wedstrijden | Wedstrijden | Wedstrijden | Doelpunten | Doelpunten | Doelpunten | Punten |
| #       | Land       | G           | W           | G           | V           | V          | T          | Saldo      | Punten |
| 1       | Zuid-Korea | 3           | 2           | 1           | 0           | 12         | 3          | +9         | 7      |
| 2       | Duitsland  | 3           | 1           | 2           | 0           | 15         | 5          | +10        | 5      |
| 3       | Mexico     | 3           | 1           | 1           | 1           | 7          | 4          | +3         | 4      |
| 4       | Fiji       | 3           | 0           | 0           | 3           | 1          | 23         | –22        | 0      |

| Ronde       | Datum | Lokale tijd | MEZT           | Plaats    | Land | Score      | Land |
| ----------- | ----- | ----------- | -------------- | --------- | ---- | ---------- | ---- |
| Groepsfase  |       |             |                |           |      |            |      |
| 4 augustus  | 20:00 | 01:00       | Salvador       | Fiji      | 0–8  | Zuid-Korea |      |
| 7 augustus  | 13:00 | 18:00       | Salvador       | Fiji      | 1–5  | Mexico     |      |
| 10 augustus | 16:00 | 21:00       | Belo Horizonte | Duitsland | 10–0 | Fiji       |      |

### Zwemmen
| Olympiër          | Discipline          | Resultaat | Prestatie                |
| ----------------- | ------------------- | --------- | ------------------------ |
| Meli Malani       | 50m vrije slag (m)  | 51e       | serie 5: 2de in 23,88    |
|                   |                     |           |                          |
| Matelita Buadromo | 200m vrije slag (v) | 40e       | serie 1: 1ste in 2.05,49 |